# 阿尔瓦罗·佩雷多
吉多·阿尔瓦罗·佩雷多·莱格（英語：Guido Álvaro “Inti” Peredo Leigue，1937年4月30日—1969年9月9日），玻利维亚共产党，玻利维亚尼阿卡瓦苏游击队领导人。1969年遭遇暗杀。